# Tesoro, sono un killer
Tesoro, sono un killer (Mord ist mein Geschäft, Liebling) è un film tedesco del 2009 diretto da Sebastian Niemann.
È l'ultimo lungometraggio in cui compare Bud Spencer, che dopo questo film si ritirò dal grande schermo interpretando solo la fiction I delitti del cuoco.

## Trama
Il sicario della mafia Toni Ricardelli viene assoldato per assassinare lo scrittore Enrico Puzzo, in precedenza mafioso, e impedire la pubblicazione delle sue memorie. Ricardelli ha successo nella propria missione, ma le cose si complicano quando si innamora della maldestra segretaria della casa editrice, Julia. Toni capisce che l'unico modo che ha di restare vicino a Julia e salvarne la carriera all'interno della ditta è impersonare Puzzo. Pepe, amico da molto tempo di Toni, cerca di salvaguardare la copertura del proprio compare, ma presto il cacciatore si trasforma in preda.

## Distribuzione
Il film non è mai uscito al cinema in Italia ma è stato trasmesso direttamente sul canale satellitare Sky Cinema 1 HD il 21 aprile 2010. Prima della messa in onda il titolo provvisorio con cui era conosciuto in Italia era Uccidere è il mio mestiere.